# Naoki Nishi
Naoki Nishi (jap. 西 直樹, Nishi Naoki; * um 1960) ist ein japanischer Jazzpianist.
Naoki Nishi arbeitete in den 1980er-Jahren in der Band des Schlagzeugers Takeshi Inomata, mit dem er auch 1981 in Los Angeles ein Album mit Harold Land einspielte (Dear Harold My Friend, 1981). Sein Debütalbum My Little Suede Shoes (Full House) nahm er 1980 im Trio mit Kazuyo Yamaguchi und Takeshi Inomata auf, gefolgt von A Giant from West (1980, mit Osamu Kawakami, Mike Reznikoff), auf dem er auch Standards wie „On Green Dolphin Street“, „Someday My Prince Will Come“ und „Ugetsu“ interpretierte. In den folgenden Jahren spielte er außerdem mit Terry Mizushima, Kohji Fujika und mit dem Saxophonisten Tatsuya Takahashi, der auch an seinem dritten Album Straight No Chaser (1981, mit Osamu Kawakami, Takeshi Inomata) mitwirkte. In den 1990er-Jahren spielte er ferner mit Shin’ichi Katō und Chiaki Ogasawara. Im Bereich des Jazz war er zwischen 1980 und 2005 an 18 Aufnahmesessions beteiligt, zuletzt mit Kōsei Kikushi.

## Diskographische Hinweise
- Day by Day (Full House, 1981), mit Akio Yokota, Osamu Kawakami
- Have You Met Miss Jones? (Full House, 1982), mit Osamu Kawakami, Hideo Yamaki
- Laid Back Mind (Fontec, 1985), mit Osamu Kawakami, Taro Koyama
- Concierto de Aranjuez (Sound World, 1987), mit Yuji Matsumoto, Yutaka Okada
- People (1998), mit Nobuyuki Mizukami, Kei Hirai, Yūki Sugawara
- Jazzy Breeze (2002), mit Minako Honda